# Maria Canals-Barrera
Maria Canals-Barrera (Miami, Florida , 1966. szeptember 28. –) amerikai színésznő.
Legismertebb alakítása Theresa Russo a 2007 és 2012 között futott Varázslók a Waverly helyből című sorozatban, illetve a 2009-es Varázslók a Waverly helyből – A film és a 2013-as A varázslók visszatérnek: Alex kontra Alex című filmekben.
A fentiek mellett a Rocktábor és a Rocktábor 2. – A záróbuli című filmekben is szerepelt.

## Fiatalkora
A floridai Miamiban született és nőtt fel, a katalán származású kubai szülőknél. Folyékonyan beszél spanyolul.

## Pályafutása

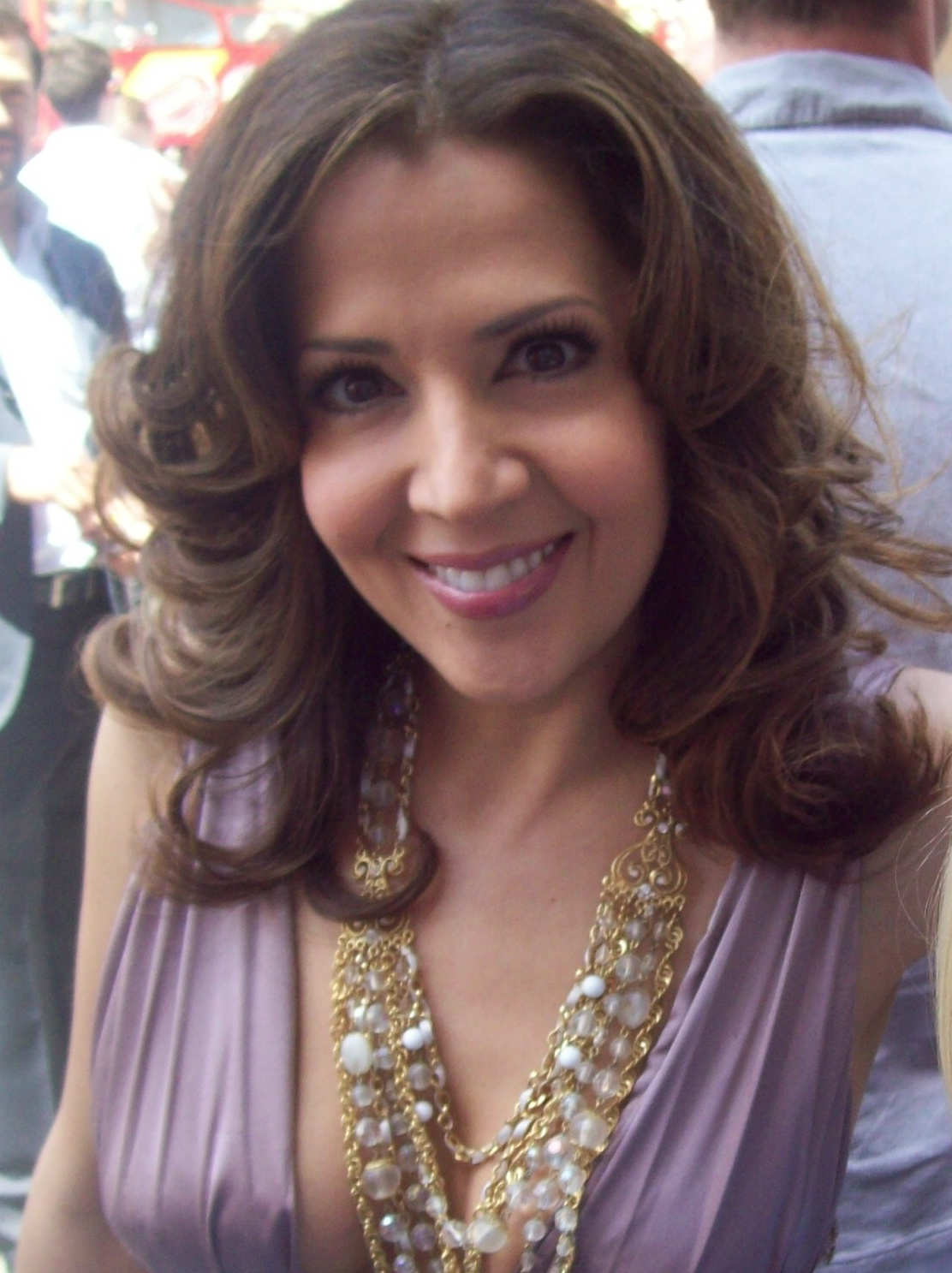
2007-ben

Több Disney Channeles produkcióban szerepelt, többek között a Varázslók a Waverly helyből című sorozatban, illetve Varázslók a Waverly helyből – A film, A varázslók visszatérnek: Alex kontra Alex, Rocktábor és Rocktábor 2. – A záróbuli című filmekben. 2014-ben szerepelt volna az ABC Members Only című sorozatában, azonban a vetítés előtt kaszálták az alkotást. Ugyanabban az évben szerepelt a Cristela című sorozatban. 2018-ban szerepelt a Netflix Még mindig Bír-lak című sorozat egyik epizódjában.

## Magánélete
1995-ben összeházasodott David Barrera színésszel és két lányuk született.

## Filmográfia

### Filmek
| Év   | Magyar cím                                 | Eredeti cím                              | Szerep                    | Magyar hang     |
| ---- | ------------------------------------------ | ---------------------------------------- | ------------------------- | --------------- |
| 2019 |                                            | Sweet Inspirations                       | Bonnie                    |                 |
| 2018 | Esküvő újratöltve                          | The Wedding Do Over                      | Irene Anderson            | Kocsis Mariann  |
| 2017 |                                            | Vixen: The Movie                         | Dr. Vargas (hang)         |                 |
| 2017 | Tini Titánok: A Júdás szerződés            | Teen Titans: The Judas Contract          | Bianca Reyes (hang)       | Kis-Kovács Luca |
| 2016 |                                            | God's Not Dead 2                         | Catherine Thawley         |                 |
| 2016 |                                            | A Bronx Life                             | Angela                    |                 |
| 2013 | A varázslók visszatérnek: Alex kontra Alex | The Wizards Return: Alex vs. Alex        | Theresa Russo             | Agócs Judit     |
| 2013 |                                            | Night of the Hipsters                    | Barbara                   |                 |
| 2013 | Batman: A sötét lovag visszatér, 2. rész   | Batman: The Dark Knight Returns – Part 2 | Ellen Yindel (hang)       |                 |
| 2012 | Batman: A sötét lovag visszatér, 1. rész   | Batman: The Dark Knight Returns – Part 1 | Ellen Yindel (hang)       |                 |
| 2011 | Larry Crowne                               | Larry Crowne                             | Lala Pinedo               | Sági Tímea      |
| 2010 | Rocktábor 2. – A záróbuli                  | Camp Rock 2: The Final Jam               | Connie Torres             | Kovács Nóra     |
| 2009 | Varázslók a Waverly helyből – A film       | Wizards of Waverly Place: The Movie      | Theresa Russo             | Agócs Judit     |
| 2008 | Rocktábor                                  | Camp Rock                                | Connie Torres             | Kovács Nóra     |
| 2005 |                                            | The Proud Family Movie                   | Sunset Boulevardez (hang) |                 |
| 2003 | Scooby-Doo és a mexikói szörny             | Scooby-Doo! and the Monster of Mexico    | Sofia Otero (hang)        | Sági Tímea      |
| 2003 | Álmaimban Argentína                        | Imagining Argentina                      | Esme Palomares            | Ruttkay Laura   |
| 2002 | Az álcázás mestere                         | The Master of Disguise                   | Sophia                    |                 |
| 2002 | Bocsánatos bűnös                           | Bad Boy                                  | nő a bárban               |                 |
| 2001 | Amerika kedvencei                          | America's Sweethearts                    | Adinah                    |                 |
| 1995 | Az én családom                             | My Family                                | Irene fiatalon            |                 |
| 1993 |                                            | Harlan & Merleen                         | Carmen                    |                 |
| 1993 | Hátulgombolós hekus                        | Cop and a Half                           | Második Bobo felesége     |                 |

### Televíziós szerepek
| Év         | Magyar cím                                       | Eredeti cím              | Szerep                                      | Megjegyzések                            |
| ---------- | ------------------------------------------------ | ------------------------ | ------------------------------------------- | --------------------------------------- |
| 2018       | Még mindig Bír-lak                               | Fuller House             | Nadia                                       | 1 epizód                                |
| 2018       |                                                  | Young & Hungry           | Marisol                                     | 1 epizód                                |
| 2018       | Lovag iskola                                     | Knight Squad             | Saffron                                     | 1 epizód magyar hangja Solecki Janka    |
| 2018       | Agymenők                                         | The Big Bang Theory      | Issabella                                   | 1 epizód magyar hangja Zakariás Éva     |
| 2016       |                                                  | Last Man Standing        | Sheryl                                      | 1 epizód                                |
| 2016       | A Pókember elképesztő kalandjai                  | Ultimate Spider-Man      | Rio Morales (hang)                          | 3 epizód                                |
| 2014–2015  |                                                  | Cristela                 | Daniela                                     | főszereplő                              |
| 2014       |                                                  | Gang Related             | Marciela Acosta                             | 2 epizód                                |
| 2014       | Papás-Babás                                      | Baby Daddy               | Carol Beltran                               | 1 epizód                                |
| 2012       | Pound Puppies: Kutyakölyköt minden kiskölyöknek! | Pound Puppies            | Dr. Trudy (hang)                            | 3 epizód                                |
| 2011       | Generátor Rex                                    | Generator Rex            | Valentina (hang)                            | 1 epizód                                |
| 2009       | Oso különleges ügynök                            | Special Agent Oso        | további hang                                | 1 epizód                                |
| 2007–2012  | Varázslók a Waverly helyből                      | Wizards of Waverly Place | Theresa Russo                               | főszereplő magyar hangja Agócs Judit    |
| 2007       |                                                  | The Loop                 | Denise ügynök                               | 1 epizód                                |
| 2006       | Manny mester                                     | Handy Manny              | Peggy Salazar (hang)                        | 1 epizód                                |
| 2006       |                                                  | George Lopez             | Claudia                                     | 1 epizód                                |
| 2005, 2007 | A kertvárosi gettó                               | The Boondocks            | spanyol TV riporter, costa rico-i nő (hang) | 2 epizód                                |
| 2005–2006  | Az igazság ligája: Határok nélkül                | Justice League Unlimited | Shayera Hol (hang)                          | mellékszereplő                          |
| 2004–2007  | Danny Phantom                                    | Danny Phantom            | Paulina (hang)                              | mellékszereplő                          |
| 2004       | Félig üres                                       | Curb Your Enthusiasm     | Dalilah                                     | 2 epizód                                |
| 2003       |                                                  | Miss Match               | üzletvezteő                                 | 1 epizód                                |
| 2002       |                                                  | American Family          | Christy                                     | mellékszereplő                          |
| 2001–2004  | Az igazság ligája                                | Justice League           | Hawkgirl (hang)                             | főszereplő magyar hangja Kocsis Mariann |
| 2001–2005  |                                                  | The Proud Family         | Sunset Boulevardez (hang)                   | 19 epizód                               |
| 2001       | Clifford, a nagy piros kutya                     | Clifford the Big Red Dog | Teresa (hang)                               | 1 epizód                                |
| 2001       | A Garcia testvérek                               | The Brothers García      | Ms. Azteca                                  | 1 epizód                                |
| 2001       |                                                  | Popular                  | Candy Box                                   | 1 epizód                                |
| 2000–2003  |                                                  | Static Shock             | Sólyomlány (hang)                           | 14 epizód                               |
| 1999       |                                                  | Beggars and Choosers     | Yolanda                                     | mellékszerplő                           |
| 1998       |                                                  | Veronica's Closet        | Dannie                                      | 1 epizód                                |
| 1998       |                                                  | Caroline in the City     | Maria                                       | 1 epizód                                |
| 1997–1998  |                                                  | The Tony Danza Show      | Carmen Cruz                                 | főszereplő                              |
| 1996       |                                                  | Goode Behavior           | Denise                                      | 1 epizód                                |
| 1995       |                                                  | Almost Perfect           | Carmen                                      | 1 epizód                                |
| 1994       | Gyilkos sorok                                    | Murder, She Wrote        | Carmen                                      | 1 epizód                                |
| 1994       | Száguldó vipera                                  | Viper                    | Carla                                       | 1 epizód                                |
| 1993       |                                                  | Key West                 | Fig                                         | mellékszereplő                          |
| 1991       |                                                  | Super Force              | Lori Wechsler                               | 2 epizód                                |
| 1990       |                                                  | 21 Jump Street           | Rosina                                      | 1 epizód                                |